# Benny Hill
Alfred Hawthorne Hill (Southampton, 21 januari 1924 – Londen, voor 20 april 1992), beter bekend als Benny Hill, was een Engels komiek, acteur en zanger.
Hij was vooral bekend van zijn televisieprogramma The Benny Hill Show, dat in 1955 debuteerde. Het programma werd in de loop der jaren verkocht aan meer dan 140 landen en kende een grote populariteit. In 1971 had Hill als zanger een nummer 1-hit in het Verenigd Koninkrijk met "Ernie (The Fastest Milkman In The West)".

## Biografie
Voordat Hill een baan kreeg in de amusementsindustrie, was hij onder meer melkboer, brugbediener, chauffeur en drummer. Hij veranderde zijn voornaam in Benny, als hommage aan zijn favoriete komiek Jack Benny.

### The Benny Hill Show
In 1955 kwam zijn grote doorbraak met The Benny Hill Show, een aaneenschakeling van korte sketches en grappen. In deze sketches is het onderwerp meestal het veroveren van een vrouw, op een slapstickachtige wijze uitgevoerd (vaak door gebruik te maken van het snel vooruit spoelen van de film). Sommige critici vonden het programma vrouwonvriendelijk, maar hij reageerde hierop door te zeggen dat de vrouwen in zijn sketches meestal intelligent waren, terwijl de mannen als dom werden afgeschilderd.
In 1969 verhuisde het programma naar ITV, waar het werd uitgezonden tot 1989. In 1984 won het programma een speciale prijs op het Gouden Roos-festival in Montreux.

### Persoonlijk
Hill was een workaholic. Zijn vriendenkring bestond uit collega's en medesterren uit zijn programma's. Hij was nooit gehuwd. Bekende liefhebbers van zijn werk waren onder meer Charlie Chaplin en Michael Jackson.

### Dood
Door overgewicht had hij gezondheidsproblemen. Ondanks adviezen van artsen weigerde hij af te vallen. Hij overleed rond 18 april 1992 terwijl hij televisie keek in zijn flat in Teddington (Londen), waar zijn lichaam op de avond van 20 april werd aangetroffen. Hills vermogen werd na zijn overlijden geschat op tien miljoen pond en werd verdeeld onder familieleden en vrienden. Hij werd begraven in zijn geboorteplaats Southampton. In de nacht van 4 oktober 1992 probeerden dieven zijn lichaam op te graven, omdat er geruchten waren dat hij begraven was met gouden sieraden.

## The Benny Hill Show

### Cast
De cast bestond onder meer uit Henry McGee, Bob Todd en Jackie Wright (het kleine mannetje met het kale hoofd, dat vaak de klappen van Benny Hill opving).

### Muziek
Het wijsje dat doorgaans als eindmelodie werd gebruikt, heeft als titel Yakety Sax en werd gecomponeerd door de Amerikaanse saxofonist Boots Randolph. Een andere melodie die vaak werd gebruikt, is Mah Na Mah Na van de Italiaanse componist Piero Umiliani (in een medley samen met de melodieën Für Elise van Beethoven en Gimme Dat Ding van het duo The Pipkins). Het liedje Mah Na Mah Na werd vooral in de versie van de Muppets een wereldsucces.
In 2006 verscheen er een video met archiefbeelden.

## Filmografie
- Who Done It? (1956) - Hugo Dill (niet op aftiteling)
- Light Up the Sky! (1960)
- Those Magnificent Men in their Flying Machines (1965) - Brandweercommandant Perkins
- Chitty Chitty Bang Bang (1968) - Speelgoedmaker
- The Italian Job (1969) - Professor Simon Peach
- The Benny Hill Show (televisieserie, 1969-1989)
- The Best of Benny Hill (filmversie van de beste Benny Hill Show-sketches, 1974)
- Benny Hill: Unseen (tv-special, 1991)